# Andrea Masciarelli
Andrea Masciarelli (Pescara, 2 september 1982) is een Italiaans wielrenner. Zijn broers Simone en Francesco zijn ook profwielrenners.

## Resultaten in voornaamste wedstrijden
| Jaar | Ronde van Italië | Ronde van Frankrijk | Ronde van Spanje |
| ---- | ---------------- | ------------------- | ---------------- |
| 2004 |                  |                     |                  |
| 2005 |                  |                     |                  |
| 2006 |                  |                     |                  |
| 2007 |                  |                     |                  |
| 2008 |                  |                     |                  |
| 2009 | 86e              |                     |                  |
| 2010 | opgave           |                     |                  |

| Jaar | Milaan-San Remo | Gent-Wevelgem | Luik-Bast.‑Luik | Ronde van Lombardije | Waalse Pijl |
| ---- | --------------- | ------------- | --------------- | -------------------- | ----------- |
| 2004 |                 |               |                 | 35e                  |             |
| 2005 |                 |               |                 | 82e                  |             |
| 2006 | 120e            |               |                 | 64e                  |             |
| 2007 |                 |               |                 | 77e                  |             |
| 2008 |                 | 99e           |                 | 80e                  |             |
| 2009 |                 |               |                 | 56e                  |             |
| 2010 |                 |               | 95e             |                      | 38e         |